# Dromiidae
Famille
Les Dromiidae sont une famille de crabes, du groupe des Dromioidea. Elle comprend près de 130 espèces actuelles et près de 30 fossiles réparties dans 47 genres dont six fossiles.
Plusieurs espèces cultivent des éponges toxiques sur leur dos pour se camoufler et se protéger des prédateurs.

## Liste des sous-familles et genres
Selon World Register of Marine Species (3 juin 2017) :
- sous-famille Dromiinae De Haan, 1833
  - genre Alainodromia McLay, 1998
  - genre Ascidiophilus Richters, 1880
  - genre Austrodromidia McLay, 1993
  - genre Barnardromia McLay, 1993
  - genre Conchoecetes Stimpson, 1858
  - genre Cryptodromia Stimpson, 1858
  - genre Cryptodromiopsis Borradaile, 1903
  - genre Desmodromia McLay, 2001
  - genre Dromia Weber, 1795
  - genre Dromidia Stimpson, 1858
  - genre Dromidiopsis Borradaile, 1900
  - genre Epigodromia McLay, 1993
  - genre Epipedodromia André, 1932
  - genre Eudromidia Barnard, 1946
  - genre Exodromidia Stebbing, 1905
  - genre Foredromia McLay, 2002
  - genre Fultodromia McLay, 1993
  - genre Haledromia McLay, 1993
  - genre Hemisphaerodromia Barnard, 1954
  - genre Homalodromia Miers, 1884
  - genre Lamarckdromia Guinot & Tavares, 2003
  - genre Lauridromia McLay, 1993
  - genre Lewindromia Guinot & Tavares, 2003
  - genre Mclaydromia Guinot & Tavares, 2003
  - genre Metadromia McLay, 2009
  - genre Moreiradromia Guinot & Tavares, 2003
  - genre Paradromia Balss, 1921
  - genre Petalomera Stimpson, 1858
  - genre Platydromia Brocchi, 1877
  - genre Pseudodromia Stimpson, 1858
  - genre Speodromia Barnard, 1946
  - genre Stebbingdromia Guinot & Tavares, 2003
  - genre Sternodromia Forest, 1974
  - genre Stimdromia McLay, 1993
  - genre Takedromia McLay, 1993
  - genre Tumidodromia McLay, 2009
  - genre Tunedromia McLay, 1993
- sous-famille Hypoconchinae Guinot & Tavares, 2003
  - genre Hypoconcha Guérin-Méneville, 1854
- sous-famille Sphaerodromiinae Guinot & Tavares, 2003
  - genre Eodromia McLay, 1993
  - genre Frodromia McLay, 1993
  - genre Sphaerodromia Alcock, 1899
- genre Exodromia
- genre Lasiodromia Alcock, 1901

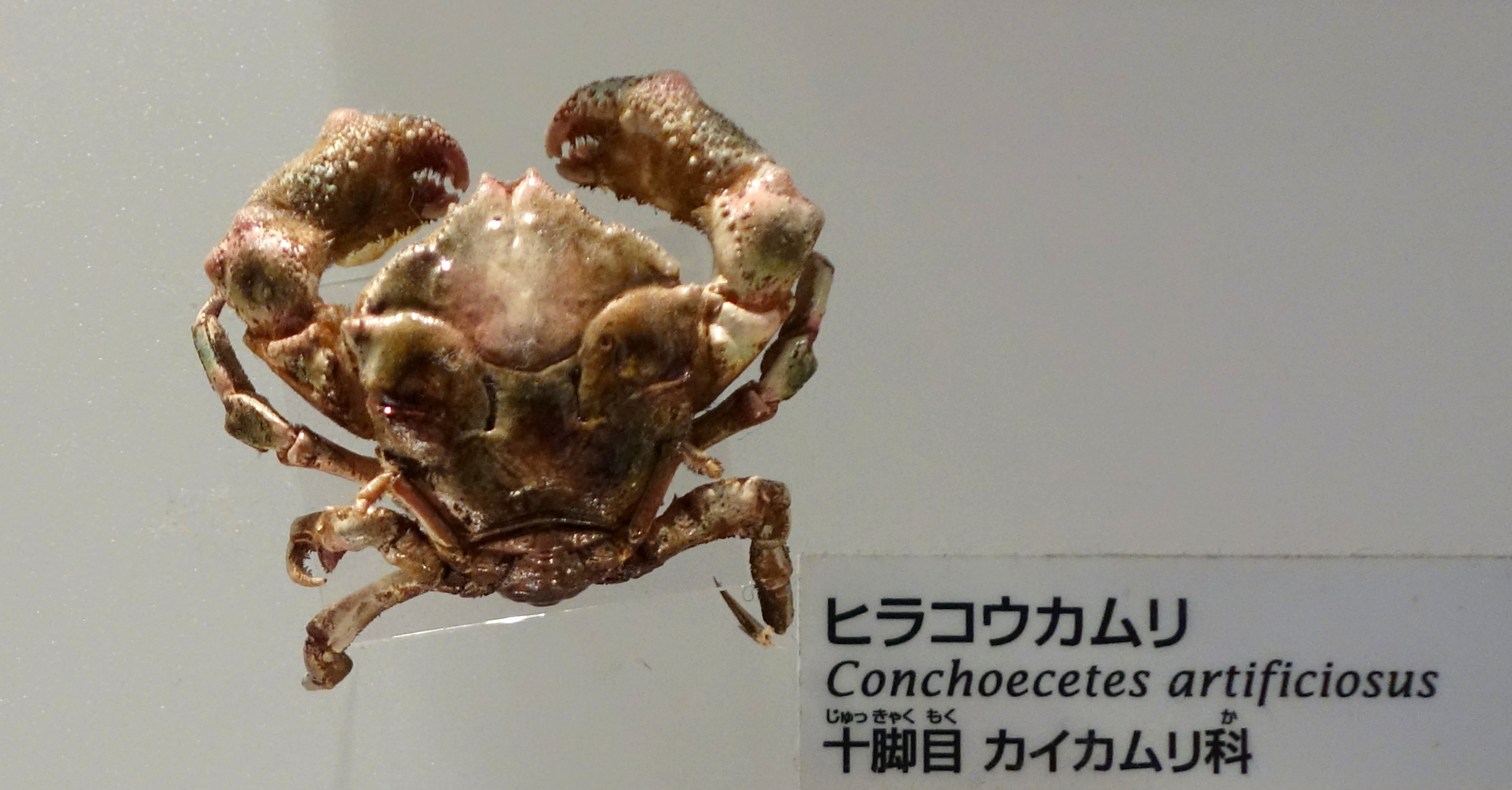
Conchoecetes artificiosus
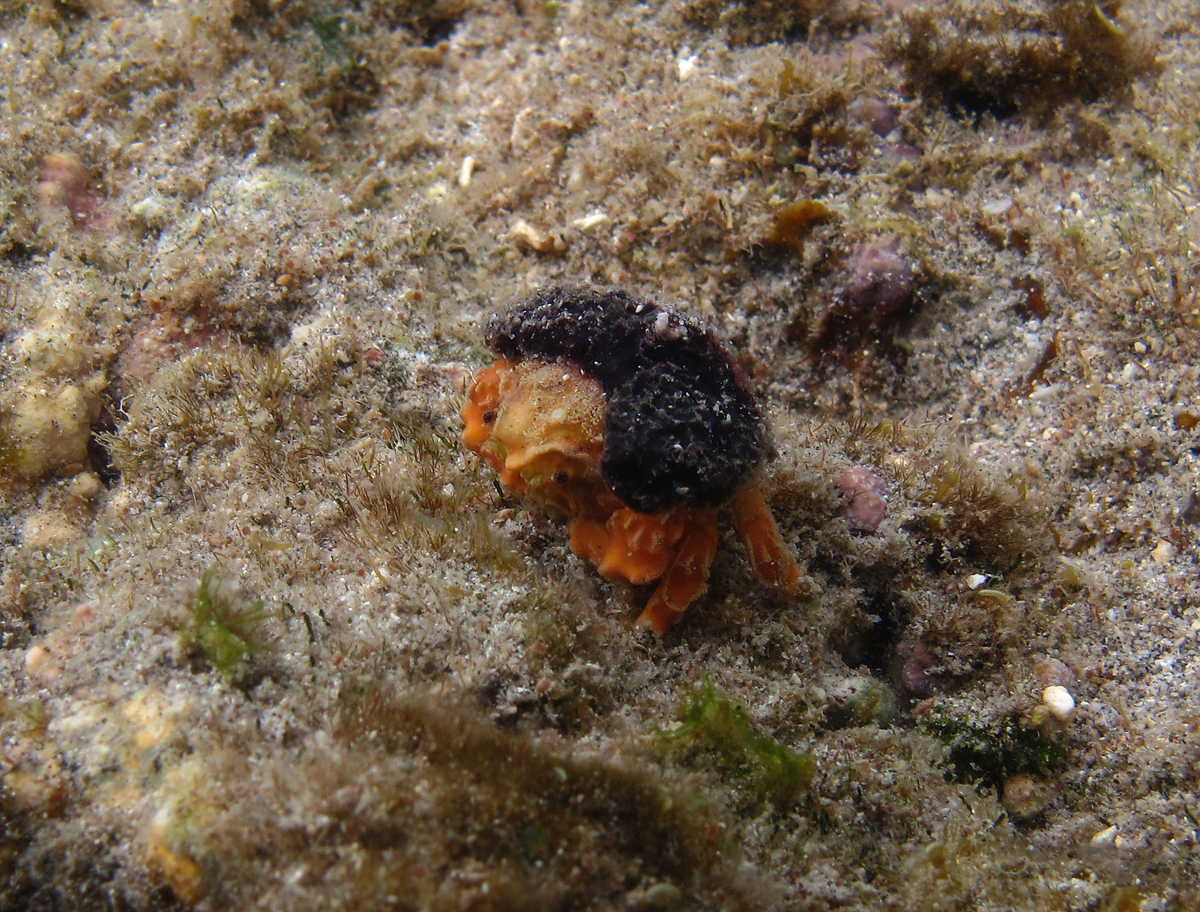
Cryptodromia fallax
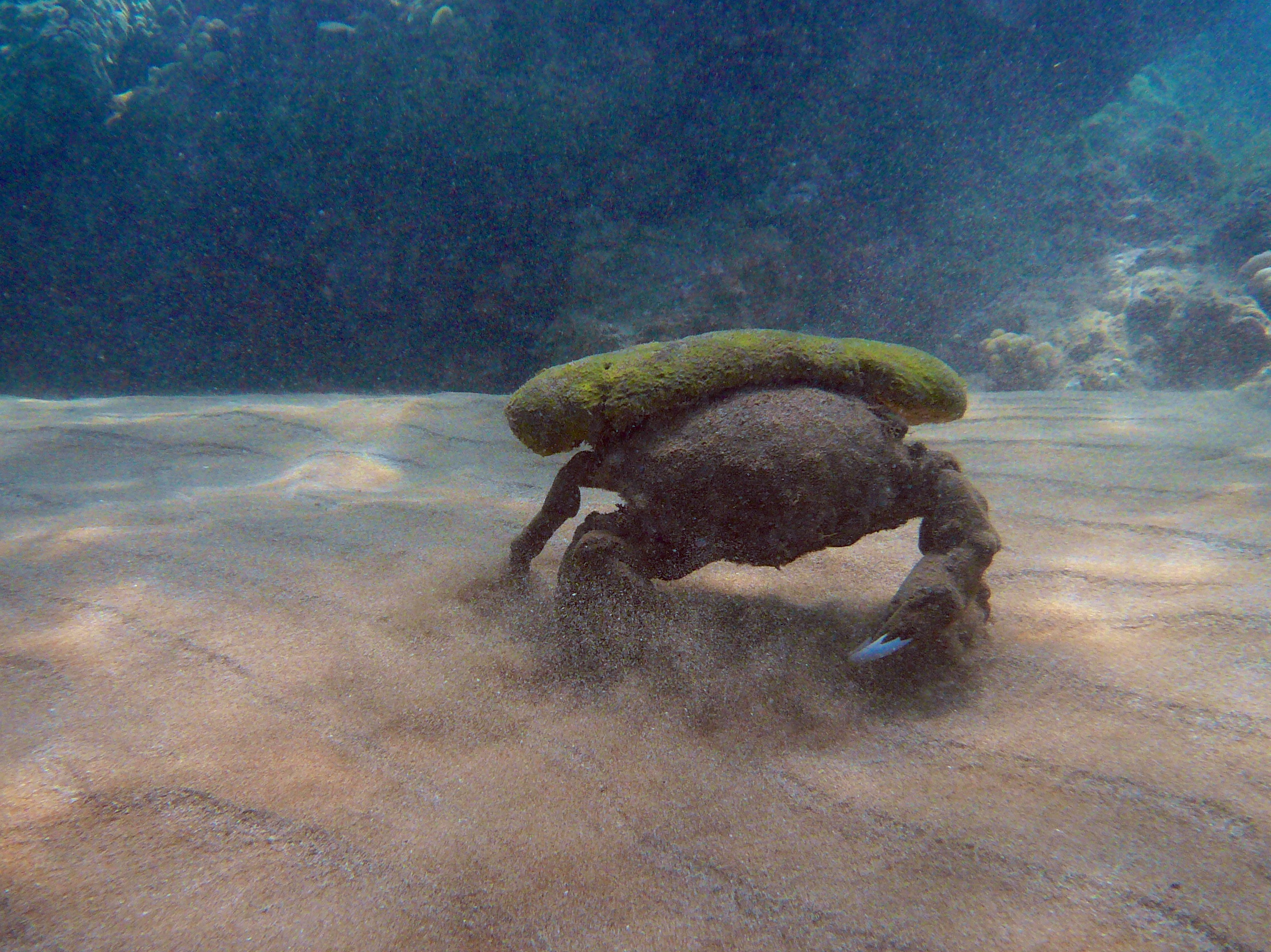
Dromia dormia
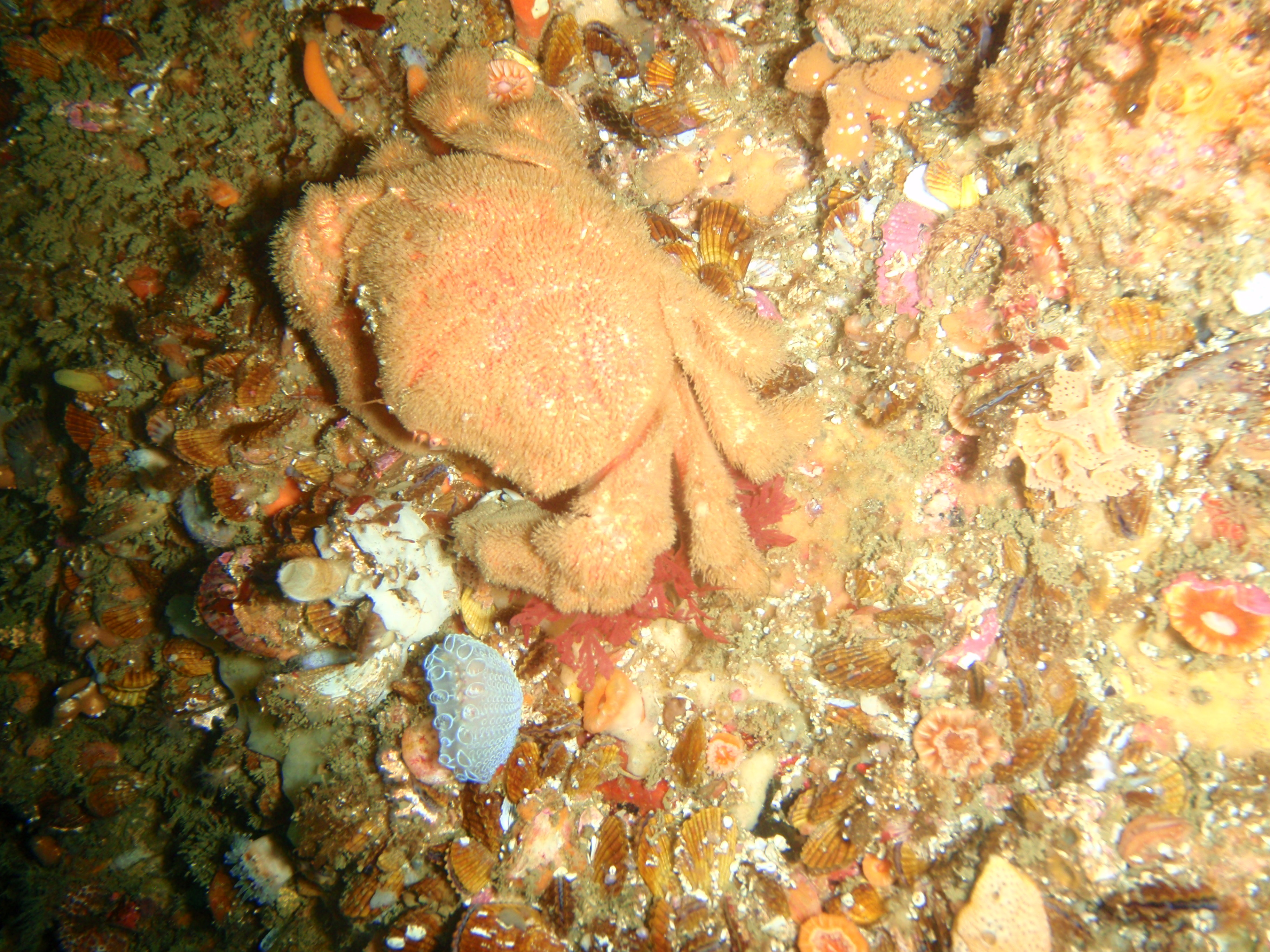
Dromidia aegibotus
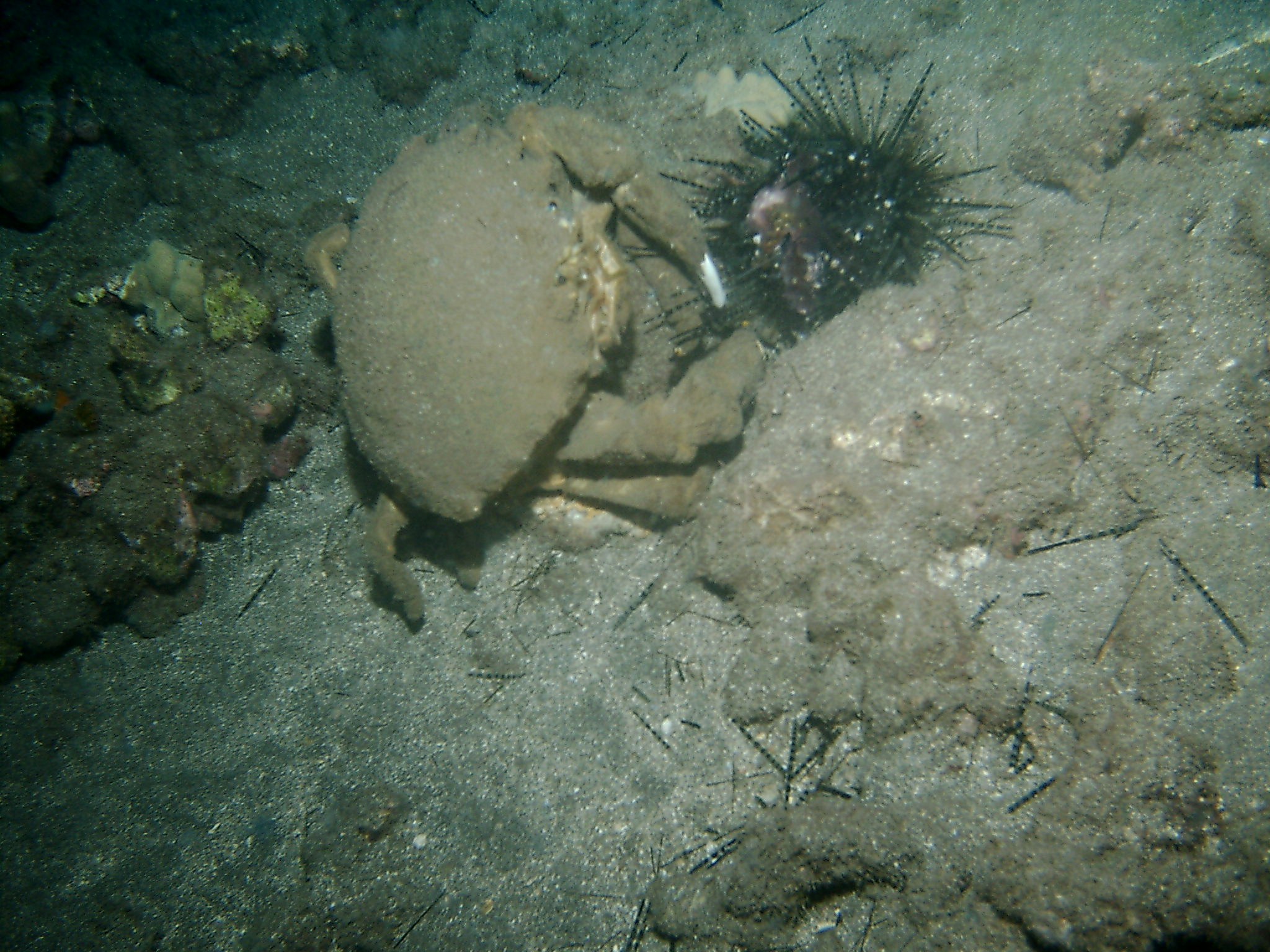
Dromidiopsis dormia
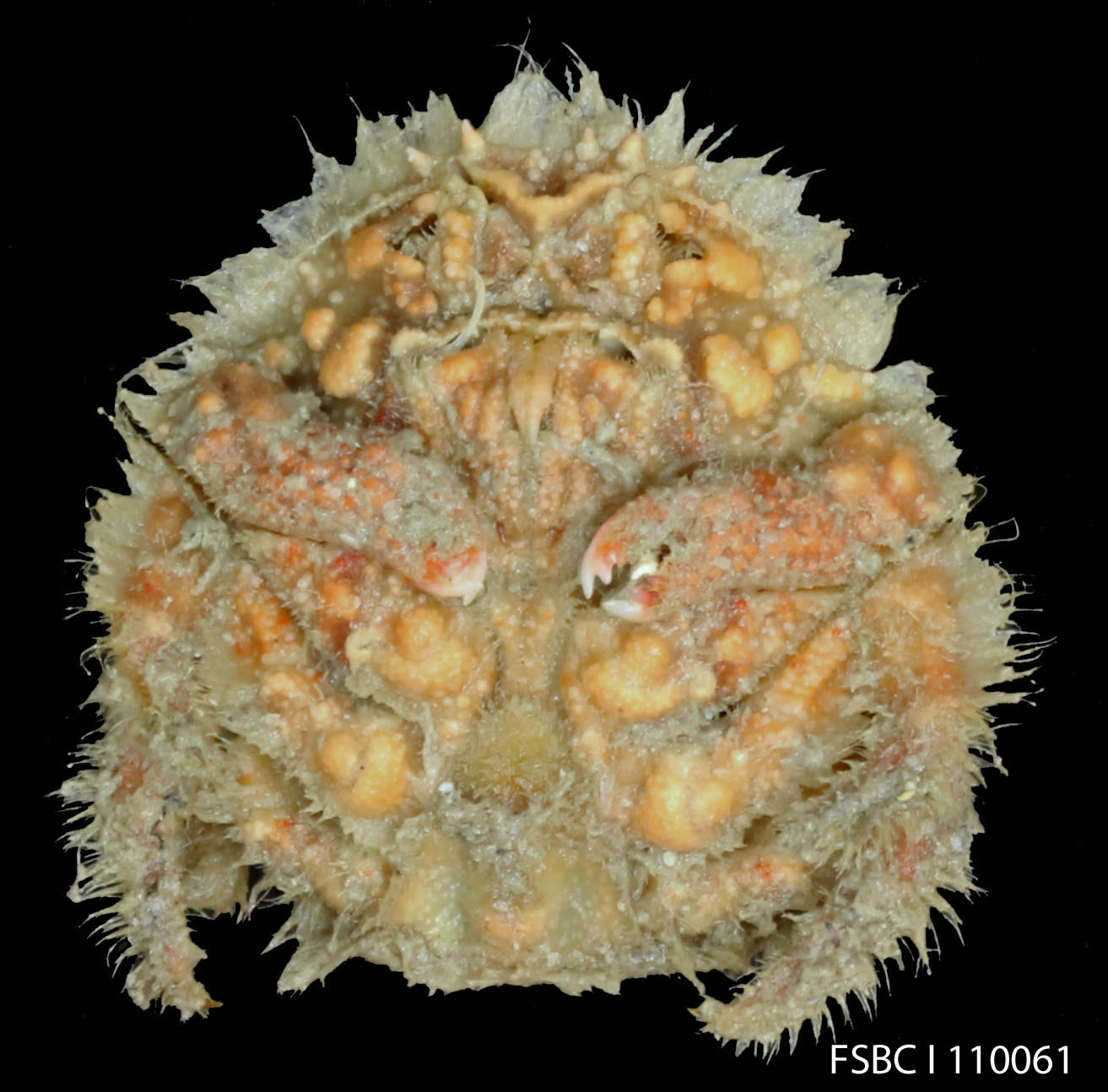
Hypoconcha parasitica
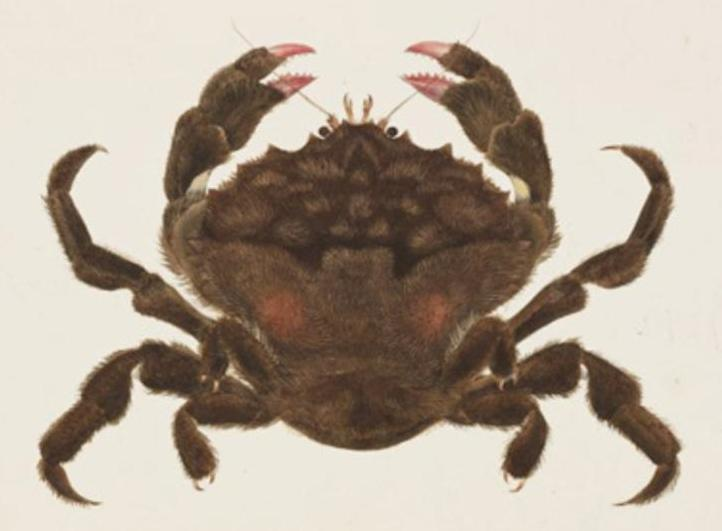
Lauridromia dehaani
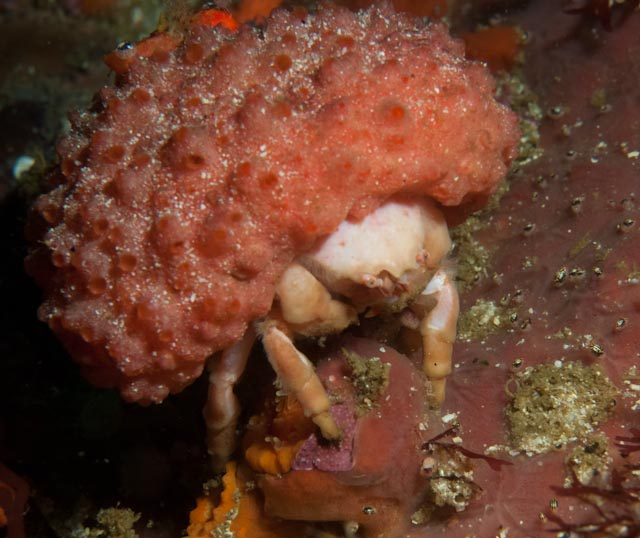
Pseudodromia latens
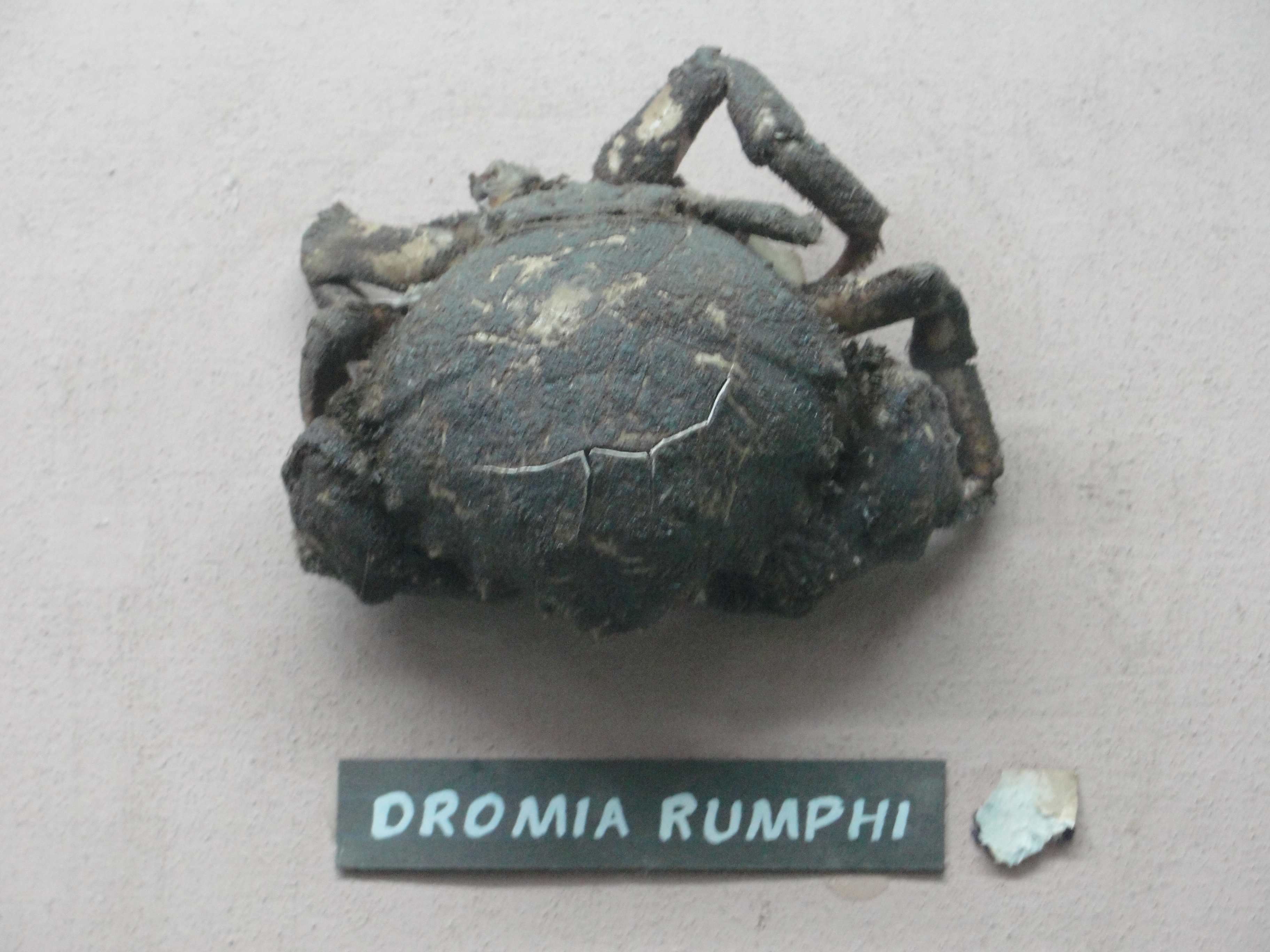
Tumidodromia dormia

## Référence
- de Haan, 1833 : Crustacea. Fauna Japonica sive Descriptio Animalium, Quae in Itinere per Japoniam, Jussu et Auspiciis Superiorum, qui Summum in India Batava Imperium Tenent, Suscepto, Annis 1823–1830 Collegit, Noitis, Observationibus et Adumbrationibus Illustravit. Leiden, Lugduni-Batavorum.  p. 1–243.

## Sources
- Ng, Guinot & Davie, 2008 : Systema Brachyurorum: Part I. An annotated checklist of extant brachyuran crabs of the world. Raffles Bulletin of Zoology Supplement, n. 17 p. 1–286.
- De Grave & al., 2009 : A Classification of Living and Fossil Genera of Decapod Crustaceans. Raffles Bulletin of Zoology Supplement, n. 21, p. 1-109.